# Berești (okręg Vâlcea)
Berești – wieś w Rumunii, w okręgu Vâlcea, w gminie Lăpușata. W 2011 roku liczyła 370 mieszkańców.